# Pity Álvarez
Cristian Gabriel Álvarez Congiú (Buenos Aires, 28 de junio de 1972), más conocido por su nombre artístico "Pity" Álvarez, es un cantante y compositor argentino. Es reconocido por ser el líder y fundador de las bandas Viejas Locas e Intoxicados.
En 1989 ingresó a la banda Viejas Locas. Tras separarse esta agrupación en el año 2000, Álvarez formó Intoxicados, banda que se desintegró en 2009 dando paso al regreso de Viejas Locas.
En 2018 fue encarcelado por el cargo de homicidio calificado por el uso de arma de fuego. El juicio por la causa quedó en suspenso por lo que el músico abandonó la prisión preventiva en 2021, siendo recluido en un centro terapéutico para mejorar su estado de salud y poder afrontar el proceso. En junio de 2022 se ordenó su arresto domiciliario (con permisos para asistir a sus terapias), medida que fue removida en marzo de 2023 al mismo tiempo que se ratificó la suspensión del debate oral por el juicio en su contra.

## Biografía
Cristian Álvarez nació el 28 de junio de 1972 en la ciudad de Buenos Aires y vivió sus primeros años en el barrio porteño de Congreso, más tarde se mudó al barrio Piedrabuena, ubicado en Villa Lugano, Buenos Aires. Es hijo de Gabriel Álvarez y Cristina Congiú, y hermano de Debora Álvarez. Su madre, Cristina, fue empleada doméstica, y su padre Gabriel era capataz, fallecido en 1997 y a quien Pity le escribió una de sus más conocidas canciones: "Homero".
Durante su adolescencia asistió al colegio Industrial Don Orione, en el Barrio Piedrabuena. A pesar de ser buen estudiante, era muy rebelde y problemático, lo cual produjo que en 4º año fuera expulsado del colegio al romper un rosario que le habían regalado a fin de año y con el cual Pity y sus compañeros se pusieron a jugar. Sus compañeros, al igual que Pity, obtuvieron cinco amonestaciones, pero como Pity alcanzó el límite de 25 amonestaciones fue expulsado, teniendo que cursar sus últimos 3 años escolares en el colegio Reconquista de Boedo.
Esos últimos años escolares coincidieron con el ingreso de Pity al mundo de la música y al surgimiento de su banda Viejas Locas. Cuando se escapaba del colegio, Pity iba a su casa, donde su abuela lo esperaba a veces hasta preparándole algo para comer. Su relación con ella era tan buena que hasta ocultaba que su nieto a veces no asistía a clases. Entre los dos hicieron un pacto donde acordaron que cuando ella muriera él debía hacer un velador con su cráneo y ella debería enviarle una señal desde el "más allá". Finalmente su abuela murió en 1990 pero Pity no pudo retirar sus restos al ser menor de edad. Él aseguró años más tarde que ella cumplió con el pacto de todos modos, aunque él no pudo hacerlo.
Al terminar el secundario, Pity, que egresó del colegio con el título de técnico electromecánico, trabajó como encargado de seguridad e higiene en una fábrica. Según él mismo relatara para un documental, en su trabajo insistía para que cargaran los matafuegos del lugar pero siempre recibía respuestas negativas de parte de su jefe que se justificaba diciendo que no había presupuesto para ello. Un día el lugar se incendió y, paradójicamente, Pity estaba presente. El 80% de su cuerpo sufrió quemaduras de 2º grado, lo cual le dejó secuelas psicológicas por mucho tiempo, provocándole alucinaciones donde veía cosas incendiadas. Años más tarde se quemó la casa de Marcela, quien fuera su novia en ese momento, y de allí surgió su canción "Fuego", la cual estuvo a punto de no grabarse.

## Carrera musical

### Viejas Locas (1989-2000)
Pity, quien hacía seis meses se encontraba aprendiendo a tocar la guitarra y andaba buscando donde poder tocar, se hizo amigo de Mauro Bonome (cantante y guitarrista), Fabián Fachi Crea (bajista) y Diego Cattoni (guitarrista). Estos jóvenes tenían la intención de formar una banda para la cual ya tenían pensado un nombre: Viejas Locas (apodo de Bonome en ese entonces). Finalmente el quinteto se termina de gestar con la aparición de Gastón Mansilla (baterista) y de Cristian "Pity" Álvarez (guitarrista).
La banda debutó el 3 de noviembre de 1989. Ese día lograron convocar a sesenta personas y ya comenzó a destacarse la presencia escénica de Pity. Además de las versiones tocaron dos temas de su autoría: "Eva" y "Buey". Esa banda brindó pocos shows ese año y, luego de que todos los integrantes decidieron abrirse del proyecto, Pity reclutó a tres nuevos músicos para formar Viejas Locas: Sergio "Pollo" Toloza (guitarrista), Fabián "Fachi" Crea (bajista) y Abel Meyer (baterista). Más tarde la banda sería completada por Ezequiel "Peri" Rodríguez (en armónica) y Juan "Juancho" Carbone (en saxo), incorporándose al grupo Adrián "Burbuja" Pérez (en teclados) algunos años.
Para 1993, tras haberse presentado varias veces en el desaparecido local La Cueva, los dueños los convocaron junto a otras bandas para que participaran de un compilado que se llamó "Una noche en La Cueva". Los temas con los que participó Viejas Locas son: "Eva" (con una versión algo cambiada a la luego difundida) y "Tirado en la estación". Esto terminó siendo una mala movida económica porque firmaron un contrato que les llevó mucho tiempo rescindir.
Su primer disco oficial llega en el año 1995 a la calle bajo el nombre de "Viejas Locas", el cual compila doce canciones de las cuales nueve son de su autoría. El segundo disco de Viejas Locas sale a la luz en el año 1997 bajo el nombre de "Hermanos de sangre", conteniendo trece canciones, siendo diez de autoría de Pity.
El próximo disco de la banda sería el último con la formación que se conoció de la banda en la década del '90, ya que para el año 2000, en pleno apogeo de Viejas Locas, se separan debido al cansancio y desgaste entre los miembros del grupo. Según Pity, Viejas Locas se estaba convirtiendo en un trabajo y no tenía buena química con sus compañeros en ese momento. El trabajo discográfico sale a la venta en el año 1999 con el nombre de "Especial", con una lista de dieciséis temas, de los cuales doce son de su autoría.

### Intoxicados (2000-2009)
Hacia fines del año 2000 Cristian "Pity" Álvarez, tras la separación de su exgrupo Viejas Locas, decidió formar una nueva banda junto a Abel Meyer en batería, Adrián "Burbujas" Pérez en teclados y Ezequiel "Peri" Rodríguez en armónica, todos excompañeros y amigos de la banda formada en el barrio Piedrabuena. A este proyecto se sumaron Jorge Rossi en bajo, que hacía poco tiempo había dejado Los Gardelitos, y Felipe Barrozo, un adolescente para el momento, que hacía las veces de bajista en la banda Legendarios, pero que en este caso tomaría el lugar de guitarrista.
Los primeros ensayos se dieron durante el verano del año siguiente, sumándose finalmente a la formación Favio Cuevas en percusión y Víctor Djamkotchian en saxo. Dichos integrantes dieron forma al grupo Intoxicados. En noviembre de 2001 salió a la venta su primer disco, bajo el nombre de "¡¡Buen Día!!”, que fue grabado entre julio y septiembre de ese año. En el 2003 sacaron su segundo disco de estudio, “No es solo Rock and roll”, con cortes de difusión como "Está saliendo el sol" y "Una vela". Estos permitieron que el grupo realizara más de cincuenta shows por todo el país durante el año 2004, pero que realmente inició con la realización del primer Estadio Obras de Intoxicados el sábado 3 de abril de 2004.
En el 2005, con la producción artística de Ezequiel Araujo y Leha, se grabó durante los meses de julio y agosto "Otro día en el planeta Tierra", el tercer álbum de la banda, el cual vino acompañado con su primer DVD grabado gran parte en Tilcara, Jujuy. "Fuego" y "Señor kioskero" fueron los elegidos para iniciar la difusión de este disco, que se vio presentado el 22 de septiembre en La Trastienda con un set acústico.
En el 2008 la banda lanzó su cuarto y último álbum de estudio, titulado "El exilio de las especies (Thend)". Fue la tercera parte de la trilogía que comenzaba con "No es sólo rock and roll", y los cortes de difusión fueron las canciones "Pila Pila" y "Noche con amigos".
En el Cosquín Rock del año 2009, "Pity" anunció la separación de la banda diciendo: “Desde los trece años que trabajo sin vacaciones, pero ahora Intoxicados se va a tomar un descanso por un año”. La respuesta espontánea de la gente fue un aplauso, seguido de un cántico que pedía por la reunión de Viejas locas, exbanda del cantante. No obstante, Pity le aseguró a su audiencia que “Intoxicados es lo más lindo que me dio la vida”.

### La vuelta de Viejas Locas (2009-2018)
El 14 de noviembre de 2009 Pity Álvarez regresó con su antigua banda "Viejas Locas" en el estadio del Club Atlético Vélez Sarsfield. Lamentablemente dicho regreso fue opacado por los incidentes en las afueras del estadio causados por la represión policial, que derivó en la muerte de Rubén Carballo, un joven fan de la banda que concurría por primera vez a un recital de este tipo. También se había anticipado un nuevo material y una gira ya programada de regreso "Estamos llegando" 2009-2010 a lo largo de todo el país. La misma se realizó hasta pasada la mitad del año 2010, pero se vio interrumpida por los problemas judiciales que tuvo Pity y por su posterior internación por desintoxicación.
El 29 de junio de 2010 fue inaugurado un mural en su honor, en el barrio porteño de Villa Lugano, que es donde Pity ha estado domiciliado la mayor parte de su vida, desde su infancia en el Barrio Piedrabuena, hasta hace pocos años cuando se instaló en el Barrio Samoré.
En abril de 2011, el músico contó que se encontraba trabajando en el nuevo material discográfico de Viejas Locas. El 19 de noviembre vuelve a los escenarios (luego de más de un año de ausencia) con un show ante 3.000 personas brindado en la ciudad de Barranqueras (Provincia del Chaco), adelantando algunos temas de su nuevo disco.
Finalmente, el 24 de noviembre de 2011 Pity lanza su cuarto trabajo discográfico de estudio con Viejas Locas. Luego de 12 años de ausencia en los estudios con su antigua banda editan "Contra la pared": un disco que contiene trece temas, de los cuales once son de su autoría. Se encargó de filmar y dirigir el clip de la canción "No me pienso levantar" y luego se embarcó en el tour nacional "Contra la pared" con Viejas Locas durante 2012, que comenzó con una presentación en el festival Cosquín Rock. Dicha gira culminó en la ciudad de Tandil en diciembre de dicho año, luego de un frustrado recital en Baradero en el cual Pity no se hizo presente (hecho que provocó destrozos en el lugar).
En febrero de 2013, Viejas Locas se presentó nuevamente en Cosquín Rock, en lo que fue la última presentación en vivo de Eduardo Introcaso (saxofonista desde el regreso de la banda) quien decidió abandonar la agrupación, sumándose a las salidas en 2010 de Abel Meyer y Ezequiel "Peri" Rodríguez (integrantes originales de la banda) y a las de Fabián "Fachi" Crea, y Sergio "Peluca" Hernández en 2012 (quienes abandonaron el grupo tras los sucesos de Baradero), dejando como único integrante de la agrupación clásica de Viejas Locas a Cristian "Pity" Álvarez. Pity reclutó nuevamente a otros compañeros para que lo acompañaran en su gira donde expuso no sólo canciones de Viejas Locas, sino también canciones de su otra banda, Intoxicados. El cantante confirmó que Viejas Locas se había convertido más un proyecto solista suyo que en la banda que supo ser en años anteriores, llegando a admitir que utilizó el nombre de Viejas Locas para su nueva banda como escudo para no presentarse como solista.
En 2014, Álvarez comunicó que llegaría el fin de sus presentaciones bajo el nombre de Viejas Locas. En mayo de 2015, anunció que realizaría una gira de despedida con esta formación (con Fachi participando como invitado en algunas canciones durante dos de las presentaciones). No obstante, el músico siguió dando conciertos con la nueva alineación de Viejas Locas, aunque de forma muy esporádica.
Su última presentación en vivo fue en noviembre de 2016 en Tandil, ya que durante todo 2017 no realizó recitales con su banda. Si bien se anunció un recital a realizarse en la ciudad de San Miguel de Tucumán en abril de 2018 (después de más de un año sin tocar con Viejas Locas), la presentación no se llevó a cabo debido a que el cantante no llegó al lugar para dar el concierto, lo que provocó grandes destrozos en el lugar por parte del público. El cantante, que había tomado su vuelo recién a las 02:00 de la mañana, llegó al predio dos horas más tarde y salió casi a las 06:00 al escenario (ya con todos los equipos de sonido y de luces del lugar destruidos) siendo abucheado e insultado por los pocos presentes en el lugar. En una situación idéntica a la que había ocurrido cinco años atrás con el frustrado recital de Baradero, luego de este episodio varios de sus músicos decidieron abandonar la agrupación Viejas Locas. Meses más tarde, en julio, se cursó una orden de arresto contra Cristian Álvarez por un homicidio que tuvo lugar en el barrio porteño de Villa Lugano, que provocó su encarcelación y, en consecuencia, su alejamiento definitivo de los escenarios hasta la actualidad.

## Vida personal
En su vida Pity tuvo pocas relaciones amorosas. A los 17 años tuvo su primera novia, Eli. Estuvieron juntos durante nueve años y luego de una ruptura en la relación llegó su segunda novia: Marcela Crespo. Esta última, a pesar de no seguir siendo su novia durante los siguientes años, fue una de las principales asistentes que tuvo Pity en su carrera, llegando a ser su jefa de prensa más adelante en su carrera. Su última pareja conocida fue Mariángeles Giovanonne; de esta relación nació en 2012 Blondie Álvarez, su primera y única hija hasta el momento.

### Controversias, adicciones y escándalos
Otro tema importante en la vida de Álvarez es su relación con las drogas. Pity consume marihuana desde los 14 años. Ha declarado públicamente -y dejado ver a través de sus canciones- que además consumió cocaína, LSD, éxtasis, crack, codeína, pasta base, alcohol y tabaco.
La pasta base es la que más problemas le trajo en cuanto a sus adicciones. Más de una vez, su madre intentó convencerlo de que abandonara las drogas, pero nunca logró que lo hiciera. Inclusive una vez lo sostuvieron atado a una cama para llevarlo a una clínica de rehabilitación. Pasó por muchos lugares dedicados a rescatar adictos, pero ninguno le dio resultado. Mauricio Macri, por entonces jefe de gobierno porteño y más tarde presidente de la Nación Argentina, lo visitó algunas veces en su casa ofreciéndole ayuda para que pudiera ser atendido, pero la propuesta fue rechazada por Álvarez.
Álvarez ha protagonizado algunas situaciones polémicas y mediáticas por algunos incidentes sobre cargos penales. Durante el año 2006 fue acusado de robar un remís para llegar a uno de sus conciertos en la ciudad de Concordia (Entre Ríos). Más tarde se dio a conocer que la noticia era falsa y que se trató de una confusión, ya que el chofer del automóvil no era su propietario, y este último le había prestado el vehículo al cantante sin comunicárselo al conductor.
En el año 2009, Pity fue internado de urgencia en el Hospital Güemes. Las fuentes médicas habían informado que llegó intoxicado y bajo los efectos de una droga no determinada, la cual le produjo una erección de 24 horas. Si bien se sospechó que el episodio se debía a un gran consumo de pasta base, los médicos no pudieron descubrir cuál fue la sustancia utilizada, y debieron drenar al cantante para evitar una necrosis muscular (que la sangre se acumulara en el pene), la cual conllevaría una amputación. A pesar del esfuerzo de los especialistas, éstos no pudieran evitar que en el miembro del músico se produjeran daños irreparables y explicaron que debido a esto el músico no volverá a tener una erección, por lo cual su miembro "sólo quedará para su función básica: la micción”.
En agosto del año 2010 se acusó al artista de disparar un tiro en la pierna a un productor en un apart hotel del barrio de Palermo. En principio se divulgó que el herido era su mánager, aunque el cantante luego lo desmintió. Álvarez fue detenido en los días posteriores, acusado de dicho incidente y por otras dos causas en la que estaba acusado del robo de una cámara de televisión, y daños y amenazas contra una persona que le pidió un autógrafo en la calle. Al día siguiente de ser detenido, no había podido declarar ante el juez por sufrir un “síndrome confusional”. Días después, cuando ya se encontraba en condiciones de hacerlo, se negó. Alejandro Novara (el productor involucrado en el hecho) declaró, finalmente, que el disparo había ocurrido de forma accidental, y Álvarez fue procesado solo por la tenencia ilegítima del arma y no por las lesiones que sufrió el productor.
Como resultado de todos estos episodios, el juez Conlazo Zavalía le impuso un tratamiento de desintoxicación en la clínica Dharma para que en octubre de 2011 se sometiera a juicio oral con una sentencia pendiente de 4 años y 7 meses, por las causas penales que enfrentaba (hurto y portación ilegal de armas). "Pity" estuvo internado en la clínica de rehabilitación durante los años 2010 y 2011; él afirma que su estadía allí sólo sirvió para "bajar dos, quizás tres cambios". Su dosis bajó, pero siguió consumiendo. Durante ese tiempo fumaba casi tres atados de cigarrillos por día, lo cual lo llevó a perder los agudos de su voz, según declaró ese año. Esto inspiró a Pity para que grabara una vieja canción suya, titulada "La perla", a la cual le cambió el nombre por "En problemas" y en la misma trata sus problemáticas judiciales.
En octubre de 2012 sufrió un accidente al chocar con su moto a una camioneta en el barrio porteño de La Paternal, debiendo ser atendido por politraumatismos y heridas cortantes, mientras que el conductor del otro vehículo resultó ileso. Un accidente de similares características tuvo lugar en junio de 2014, cuando el cantante embistió con su auto a una camioneta en el barrio de Almagro, esta vez saliendo ileso de la situación. Meses más tarde, "Pity" tuvo que ser internado en el Sanatorio Dupuytren de Almagro al tirarse de una escalera a varios metros de altura, lo que le propinó una fractura en su pierna. Al momento de ser internado, la clínica filtró una foto suya y otra de su historia clínica, donde se expuso que el cantante contaba con una gran cantidad de clonazepam en su cuerpo y restos de crack. Luego de este episodio, el cantante desmintió dicha información y denunció al sanatorio por violación de privacidad.
En septiembre de 2015 fue nuevamente aprehendido en La Plata luego de un recital en el que escupió fuego desde el escenario. No obstante, fue inmediatamente liberado y la causa se caratuló como "tentativa de estrago", un delito excarcelable.
En noviembre de 2016, Álvarez fue denunciado por violencia de género. La denuncia fue realizada por dos mujeres (una de ellas su expareja y representante durante varios años, Marcela Crespo) quienes denunciaron que, luego de reunirse con el artista para cobrar por la producción de un show de Viejas Locas para el que habían sido contratadas, "Pity" las encerró bajo llave durante seis horas, golpeándolas y filmando la agresión.
En abril de 2017 volvió a ser noticia por un accidente que protagonizó a bordo de su moto en la autopista 25 de Mayo; como consecuencia de la caída fue intervenido quirúrgicamente por fracturas en la cadera y el tobillo.
En la madrugada del 8 de abril de 2018 nuevamente provocó un escándalo al no presentarse al recital de Viejas Locas en el Club Argentinos del Norte, de San Miguel de Tucumán. El espectáculo se suspendió luego de más de ocho horas de espera por parte del público, que subió al tablado, rompió, robó y prendió fuego al escenario.

### Encarcelamiento por homicidio
El 12 de julio de 2018, se cursó una orden de arresto contra el cantante por el homicidio de Cristian Díaz, de 36 años de edad, en el barrio de Villa Lugano, Buenos Aires. De acuerdo con el informe policial, luego de una discusión con el ahora fallecido, el cantante le disparó varias veces con una pistola calibre 7.65 que luego habría intentado hacer desaparecer arrojándola por una alcantarilla. Posteriormente huyó del lugar. Su novia, Agustina Invernoz y un amigo, Ulises Díaz, fueron testigos del crimen cometido por el “Pity” a la 1:30 de la mañana. El 13 de julio, luego de estar 24 horas prófugo, decidió entregarse acompañado de su abogado en la comisaría 52 de Villa Lugano, minutos antes de las 7:00 (UTC-3). Antes de ingresar al establecimiento policial habló con los medios de comunicación, señalando que asesinó al hombre «[...] porque si no me iba a matar él, creo que soy inocente».
El cantante fue procesado días más tarde por el delito de "homicidio calificado por el uso de arma de fuego" (y no por "homicidio calificado con alevosía bajo la influencia de sustancias" como sugirieron varios medios, carátula que fue descartada por el juez de la causa) luego de que la Justicia recolectara el testimonio de varios testigos del hecho y distintos elementos secuestrados en la causa. Desde entonces, estuvo privado de su libertad en el área psiquiátrica del hospital del Complejo Penitenciario Federal 1 De Ezeiza, sede del Programa Interministerial de Salud Mental Argentina (Prisma) que le brindó a Álvarez tratamientos y alternativas terapéuticas de asistencia integral al consumo problemático de sustancias psicoactivas en el que se encontraba inmerso. Ante este procesamiento, que fue pedido por el juez Martín Yadarola para determinar la culpabilidad del músico, la defensa de Álvarez (a cargo de Santiago Ottaviano) presentó ante la Justicia un recurso de apelación por el procesamiento y un pedido para que le realicen pericias psiquiátricas al cantante y así determinar si estaba en condiciones de ser juzgado por homicidio. Se supo que durante su primer año preso, ciertas personas no dejaron de visitarlo: su madre, su expareja, su hija Blondie, su novia, el Padre César (sacerdote y amigo del cantante) y su abogado defensor.
El juicio por la causa iba a iniciar en marzo de 2021. No obstante, días antes se suspendió el inicio del debate tras un informe del Cuerpo Médico Forense que determinó que Cristian Álvarez tenía una incapacidad mental debido a su estado psiquiátrico (producto de sus adicciones), motivo por el cual el debate oral quedó en suspenso.
En abril del mismo año, la Justicia determinó hacer cesar la prisión preventiva de Álvarez por considerar que era inconstitucional mantener en prisión al músico sin tener certezas sobre cuándo podría encontrarse en condiciones psíquicas de afrontar el juicio oral; por tal motivo, se le concedió la prisión domiciliaria.
En septiembre de dicho año fue llevado desde la sede de Prisma en Ezeiza al centro terapéutico "Vive Libre" de la localidad bonaerense de Castelar para llevar adelante un tratamiento psiquiátrico. Desde entonces, Pity Álvarez ha tenido mínimas apariciones en público: en diciembre de 2021 se viralizó una foto en la que se lo vio en la vía pública con un seguidor suyo mientras iba a hacerse un estudio médico, y en mayo de 2022 se difundió un video del cantante tocando en vivo con la banda Los Notables en un evento privado realizado para los internados (y familiares de los internados) del centro terapéutico en el que se encontraba.
En junio de 2022 el cantante fue puesto bajo prisión domiciliaria nuevamente debido a una serie de incumplimientos que lo llevaron a utilizar una tobillera de monitoreo electrónico, contando con la amplitud suficiente de movilidad para realizar sus tratamientos y llevar a cabo toda actividad que resulte necesaria para el mejoramiento de su salud.
En marzo de 2023, el tribunal a cargo de su causa ordenó que se remueva la prisión domiciliaria de Álvarez por considerar que llevar a cabo su tratamiento en un contexto de encierro podría ser perjudicial para Álvarez. Además, el tribunal ordenó la suspensión del debate por el juicio del artista y dispuso que la Justicia Civil supervise su tratamiento de rehabilitación por el consumo de sustancias, hasta que esté en condiciones psíquicas de poder enfrentar su juicio.
En septiembre de 2023 Álvarez abandonó el centro neuropsiquiátrico Fundación EIRA, en Tortuguitas. Tras serios rumores de fuga del cantante, el abogado de la madre, Claudio Calabressi, confirmó que no se encontraba prófugo sino que fue cambiado de clínica para continuar su plan de rehabilitación. “Hoy hablé con la madre. Está en la clínica 'Vive Libre', donde ya se trató en el pasado. Está allí desde que dejó EIRA. Lo llevó la madre la misma. Pity es una persona con un cuadro complejo”, aseguró.

### Salud durante su estancia
Una semana después de que la Sala VI de la Cámara Nacional en lo Criminal y Correccional dejara firme el procesamiento de Cristian "Pity" Álvarez por el homicidio agravado de Cristian Díaz, el músico manifestó que sentía molestias, dolor y un zumbido cuando despertó en su celda el sábado 18 de agosto de 2018 y se lo hizo saber a su mamá, quien lo había ido a visitar, y al personal policial. Así fue que un médico del Servicio Penitenciario Federal (SPF) lo revisó y descubrió que el líder de Intoxicados tenía alojado en su oído medio un insecto que debieron extraer, según informaron en el programa 'Involucrados'.
En octubre de 2018 tuvo fiebre, situación que llevó al menos cuatro días y fue advertida por la madre, sin haber recibido ningún tipo de atención médica hasta ese momento. Ante el ruego, y luego de hacerse mediática la cuestión, Pity recibió atención médica, pudiéndose determinar que tenía una bronquitis. El abogado Claudio Calabressi amplió diciendo: "Ella no lo ve bien, no está bien. Su salud empeoró, está con problemas gástricos severos y no le han hecho una ecografía todavía. No sabemos realmente cuál es su estado general".
En noviembre de 2020 se informó que Pity tuvo que ser internado de urgencia por un pico de diabetes. Cristina Congiú, su madre, contó que su hijo fue hospitalizado debido a complicaciones, en el centro de salud que posee la cárcel de Ezeiza. Fuentes del SPF indicaron que el músico se descompensó y estuvo primero internado en el hospital del complejo penitenciario, pero que aproximadamente a las 21 horas del día lunes 9 lo trasladaron al Hospital Eurkenian de Ezeiza.
Álvarez había sido hisopado por protocolo al ingresar a dicho centro de salud y tras conocerse el resultado, que confirmó que contrajo COVID-19, fue trasladado el 12 de noviembre a la Unidad 21 de Enfermedades Infectocontagiosas del SPF, ubicada en el barrio porteño de Parque Patricios.
En enero de 2021 volvió a contagiarse de Covid. Según revelaron fuentes cercanas al músico "tuvo que entrar otra vez al hospital intramuro del penal". Desde el centro médico señalaron que "su cuadro de salud es muy delicado" y recordaron que "es paciente de riesgo, diabético, con gran cantidad de problemas de salud".
Meses después, en ese mismo año, el actor Franco Tirri escribió en un posteo que luego eliminó: "Mi amigo Matías Páez, que fue el último baterista de Viejas Locas y es el que mantiene una comunicación constante con la madre del Pity (que es la única persona que lo puede ver), me dijo que Cristian está con obesidad mórbida (son los casos extremos en que no podés moverte por tu peso), se quebró la cadera, se rompió una rodilla y no pudo ir a juicio oral porque no está en condiciones de mantener la atención durante el mismo".
El 11 de septiembre de 2024 se informó que Pity llevaba más de un mes internado en el Hospital de Infecciosas “Francisco Javier Muñiz”. El ideólogo de los grupos Viejas Locas e Intoxicados ingresó al nosocomio público tras sufrir una infección derivada de una operación en la cadera que se realizó en otra institución médica.
El día 23 de ese mismo mes, el músico fue derivado a la Clínica Semed, especializada en rehabilitación kinesiológica, y en la madrugada del día 26 fue ingresado a la sede de avenida Córdoba del Sanatorio Güemes. La estadía en Semed fue compleja ya que, según informó el sitio de noticias Teleshow, a Pity “no lo podían manejar” dado que se trata de un paciente “poco común”. También se contó que el músico “no colaboraba mucho” con la rutina médica supervisada por dos kinesiólogos. En esa dinámica complicada, se le generó un cuadro de dolor en una de sus piernas y también de fiebre, motivos por los cuales se decidió su traslado.

## Discografía

### Álbumes de estudio
| Disco                             | Banda        | Año  | Tipo    |
| --------------------------------- | ------------ | ---- | ------- |
| Demos, rarezas y otras yerbas     | Viejas Locas | 1993 | Demo    |
| Viejas Locas                      | Viejas Locas | 1995 | Estudio |
| Hermanos de sangre                | Viejas Locas | 1997 | Estudio |
| Especial                          | Viejas Locas | 1999 | Estudio |
| Buen día                          | Intoxicados  | 2001 | Estudio |
| No es sólo rock and roll          | Intoxicados  | 2003 | Estudio |
| Otro día en el planeta Tierra     | Intoxicados  | 2005 | Estudio |
| El exilio de las especies (Thend) | Intoxicados  | 2008 | Estudio |
| Contra la pared                   | Viejas Locas | 2011 | Estudio |

### Álbumes recopilatorios
| Disco         | Banda        | Año  | Tipo          |
| ------------- | ------------ | ---- | ------------- |
| Sigue pegando | Viejas Locas | 2002 | Recopilatorio |

### Álbumes en vivo
| Disco                             | Banda       | Año       | Tipo    |
| --------------------------------- | ----------- | --------- | ------- |
| Otra noche en la Luna Episodio I  | Intoxicados | 2020-2021 | En vivo |
| Otra noche en la Luna Episodio II | Intoxicados | 2020-2021 | En vivo |

Notas
- Otra noche en la Luna y Otra noche en la Luna II fueron grabados en el año 2005

### Colaboraciones
Cristian Álvarez ha tenido apariciones compartiendo escenario con incontables artistas, como Charly García, Virus, Willy Crook, La Mona Jiménez, Jóvenes Pordioseros, Andrés Calamaro, entre otros. También ha colaborado junto a gran variedad de artistas y bandas como por ejemplo:
- Estelares, en la canción "Las vías del tren"
- Sponsors, en la canción "Arrepentida"
- Los Caligaris, en "La montaña"
- Pappo, en "Blues local" y "El hombre suburbano" (de Pappo y Amigos)
- MAD, en "El mulo", "Rocío de miel" y "Siguen pegando" (de Dale que te gusta)
- Virus, en la canción "Pecados para dos"
- Dora Brown, en la canción "Chancho"
- Resistencia Suburbana, en los temas "Rastone" y "Como ganado", junto con Intoxicados
- Andrés Calamaro, en la canción "Fuego", junto con Intoxicados
- Kevin Johansen, en la canción "Folky"
- La Vieja Ruta, en la canción "Rock and roll y fiebre"
- Los Pérez García, en la canción "Festejar"
- Chucky de Ipola, en la canción "Que me importa"
- Juanse, en la canción "Mismo camino" (de Stéreoma)
- Gabriel Prajsnar, en la canción "Sigue el Rock N' Roll"
- Do Neurona, en las canciones "Flores" (2012) y "Amistad eterna" (2024)
- Daniel Melingo, en la canción "Pesar" (para el documental Tangos bajos)
- El Padre César, en la canción "Falopero"
- Iluminate, en la canción "Blues local" (de Pappo versionado)